# Неоклассическое искусство
Неокласси́ческое иску́сство (англ. Neoclassical art) — художественное направление и один из доминирующих стилей в искусстве второй половины XVIII — первой трети XIX века, опирающиеся на эстетику искусства Древней Греции и Древнего Рима (Античности). Неоклассическое искусство стремилось к гармонии, ясности, строгости, монументальности и высоким нравственным идеалам. Неоклассическое направление в искусстве зародилось в середине XVIII века, достигло расцвета в 1780—1790-х годах и продолжало существовать до 1840—1850-х годов. В иных источниках можно встретить уточнение: «Возрождение принципов и творческого метода классицизма после формирования этого направления в искусстве Италии начала XVI века, в конце XVI века и в искусстве Франции второй половины XVII века».
В истории западноевропейского искусствознания имеется развёрнутое определение: «Неоклассицизм был западным культурным движением в декоративном и изобразительном искусстве, литературе, театре, музыке и архитектуре, которое черпало вдохновение в искусстве и культуре классической древности. Неоклассицизм зародился в Риме во многом благодаря трудам Иоганна Иоахима Винкельмана во время повторного открытия Помпей и Геркуланума, но его популярность распространилась по всей Европе, когда поколение европейских студентов-искусствоведов завершило свой Гранд-тур и возвратилось из Италии в свои дома и родные страны с вновь открытыми греко-римскими идеалами».
Близкое понятие: стиль Людовика XVI, связанное с куртуазной эстетикой придворного искусства в Париже и Версале времени правления французского короля Людовика XVI (1774—1792). Однако, в отличие от стиля Людовика XVI, общеевропейское движение неоклассицизма было основано на более широких основаниях: идеологии Просвещения, связанной с развитием научной, философской и передовой общественной мысли, — идеями рационализма, свободомыслия, формирования новой демократической эстетики и научного изучения античности.

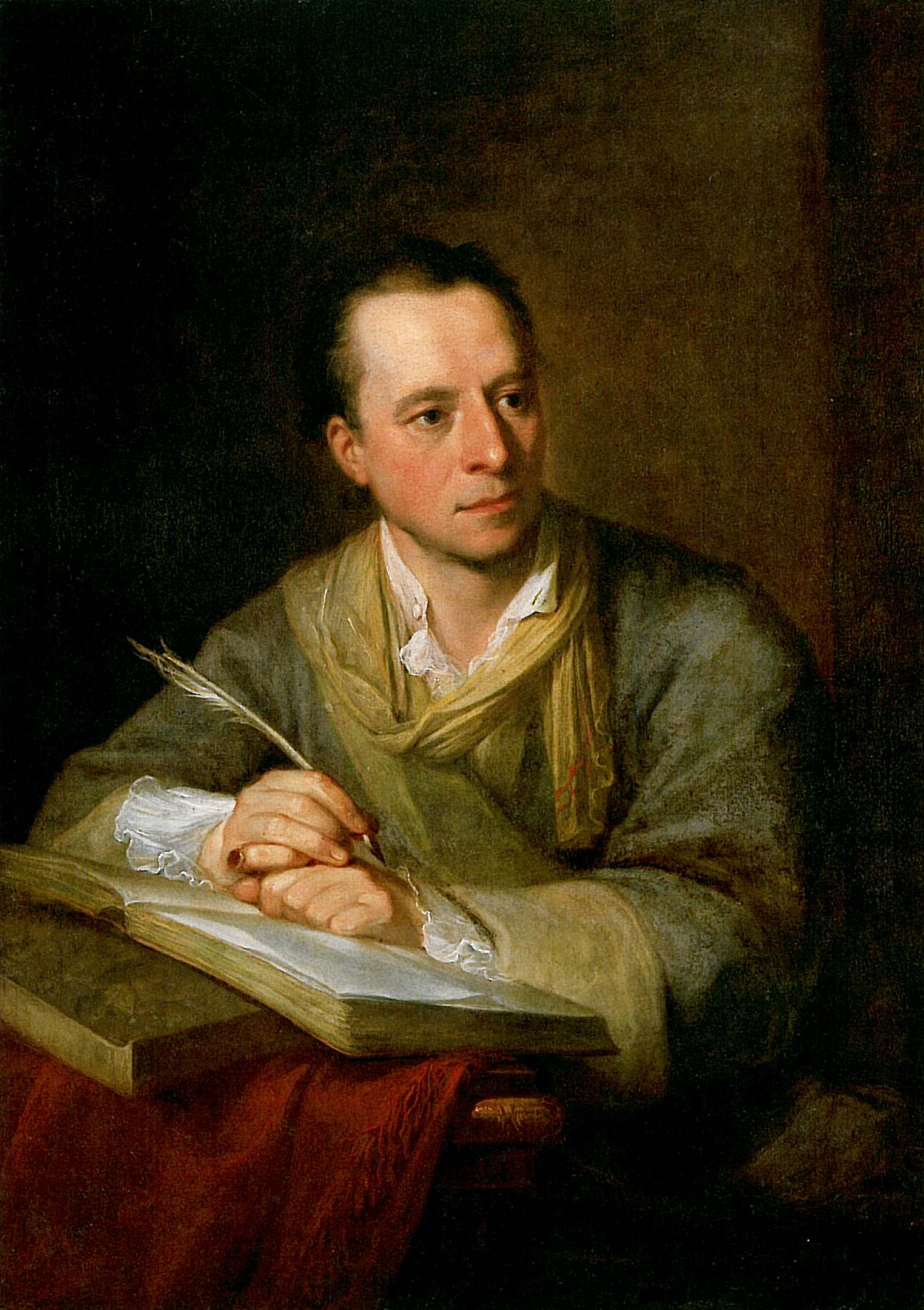
Ангелика Кауфман. Портрет И. И. Винкельмана. 1764. Холст, масло. Кунстхаус, Цюрих

Неоклассицизм, при безусловной общности ряда стилевых признаков, не представлял собой простое развитие классицизма XVII века, а выступал принципиально новым историко-художественным явлением. Главные различия лежали в области художественных идей и социальной функции искусства в XVII и XVIII веках. Общими чертами классицизма и неоклассицизма выступали — обращение к античности как к художественному канону, утверждение примата гражданского долга над чувством, возвышенная отвлечённость, пафос разума, порядка и гармонии. Однако в XVII веке классицизм складывался в условиях «консолидации французской нации в рамках абсолютной монархии и не поднимал вопрос отрицания социальных норм, которые лежали в основе этого государственного строя».
В период неоклассицизма антифеодальная линия была выражена гораздо ярче. Античность в XVIII столетии объявлялась нормой и идеалом ещё и потому, что в ней, по мнению идеологов неоклассицизма, нашли отражение наиболее совершенное воплощение исконные добродетели, свойственные человеку, живущему в разумном, свободном обществе городов-республик античности. В зависимости от меры прогрессивности того или иного представителя неоклассицизма, либо подчеркивалось эстетическое и нравственное превосходство нового направления по сравнению с фривольностью позднего рококо или излишней пышностью позднего барокко, либо акцентировался гражданский пафос классицизма. Во Франции неоклассицизм развился в духе последовательной гражданственности и воинствующей революционности, оформившись в конце XVIII века в революционный классицизм (творчество Давида, Суффло). В большинстве европейских стран неоклассицизм не имел столь выраженной революционной направленности. Своеобразный русский классицизм утверждался как идеал благородной разумности и гражданского патриотизма, не вступая в открытое противоречие с государственным устройством. В Германии художественная практика классицизма носила ограниченный и компромиссный характер, выражая попытки старых режимов приспособиться к современности.

## История термина
В зарубежной, прежде всего англо- и франкоязычной, историографии, в отличие от классицизма XVII века, данное художественное направление часто именуют просто неоклассицизмом (англ. Neoclassicism, фр. Néo-classicisme),.
Термин «неоклассический» стал общепринятым только в середине XIX века, ранее его именовали «истинным стилем» (итал. vero stile), «реформированным» (фр. réformé или, в Англии: «возрождением», «возрождением классицизма» (англ. Revival, Renaissance Classicism). Во Франции неоклассический стиль вначале рассматривали как возврат к более строгому и благородному стилю Людовика XIV после господства легкомысленного рококо эпохи правления Людовика XV.
Термин «неоклассицизм» иногда применяют и в более широком значении, охватывающем классическое направление в искусстве первой трети XIX века, включая ампир и неоромантические течения, вплоть до начала периода историзма в 1830-х годах, а также неоклассические течения в искусстве периода модерна, искусства новеченто и даже авангардa 1910—1930-х годов (Neoclassical Revival).
Оригинальную концепцию источников неоклассицизма во Франции XVIII века в отличие от классицизма XVI—XVII веков предложил французский историк и теоретик архитектуры Луи Откёр. Его основная концепция в отношении французского искусства заключается в том, что Франция — это страна, в которой классицистическая традиция, прежде всего в архитектуре, никогда не прерывалась; в разные века она лишь приобретала различные формы. «Концепция спорная, но замечательная своим пассеизмом и, одновременно, пафосом, устремлённым в будущее». Концепция Откёра наиболее убедительно аргументирована в томах «Стиль Людовика XVI» (1952) и «Революция и Империя» (1953) капитальной монографии «История классической архитектуры во Франции» в 12-ти томах и 7-ми книгах (Histoire de l’architecture classique en France, 1943—1957).
В российской историографии к классицистическим течениям искусства того же периода: XVIII — первой трети XIX века применяют термин «классицизм», или «русский классицизм», поскольку русское искусство вследствие специфики своего развития «не проходило» стадии классицизма в XVI—XVII столетиях, а термин «неоклассицизм» «прилагают к аналогичному течению начала XX века». Англоязычный аналог — «Neoclassical Revival». Однако «в последнее время наблюдается тенденция перехода к международной терминологии»
.

## Формирование стиля, его источники и эстетическая программа

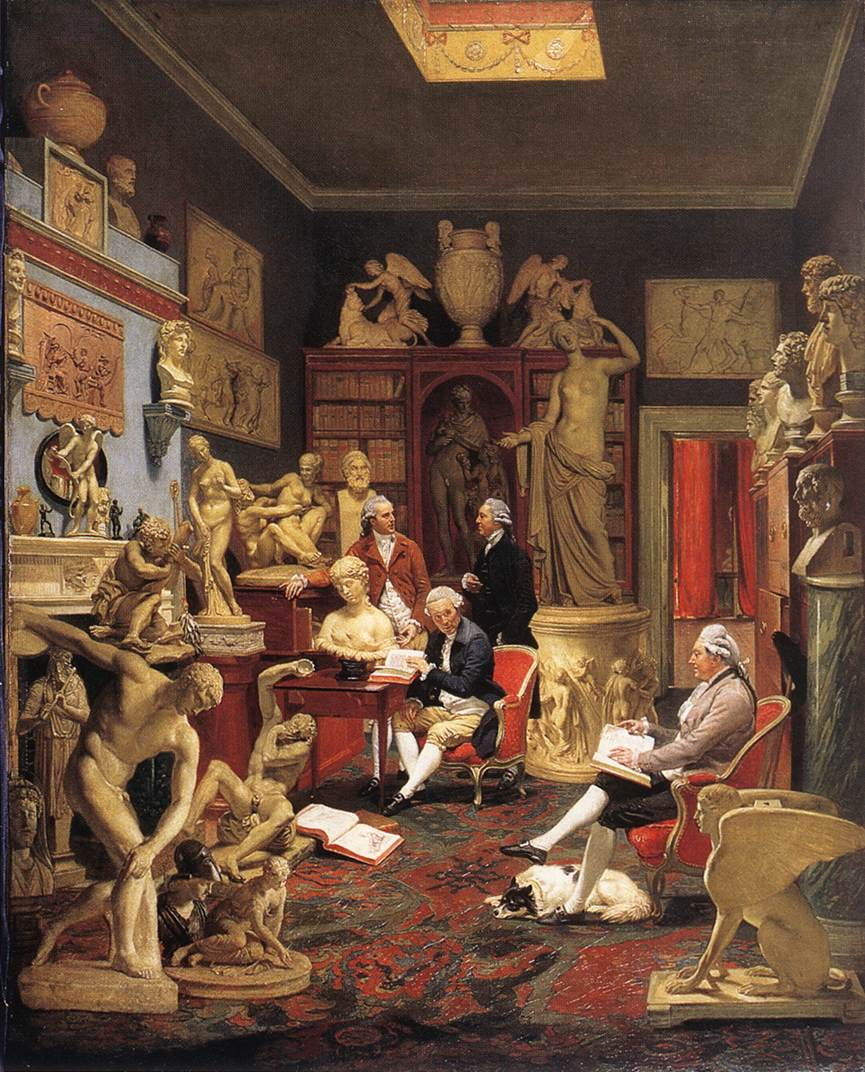
И. Цоффани. Чарльз Таунли с друзьями в своей галерее. 1782. Галерея Таунли-холл, Бёрнли

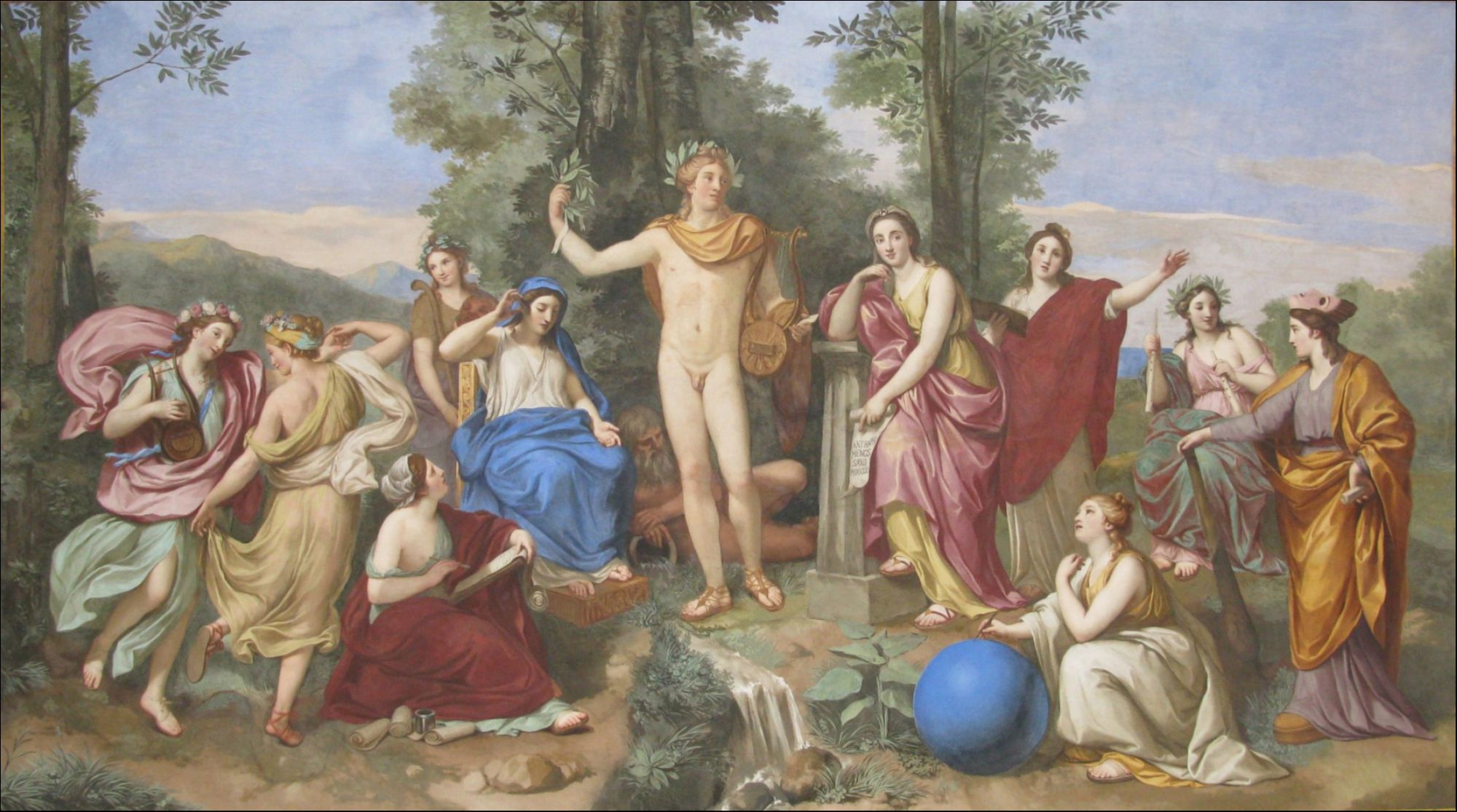
А. Р. Менгс. Парнас. 1761. Фреска. Галерея Виллы Альбани-Торлония, Рим

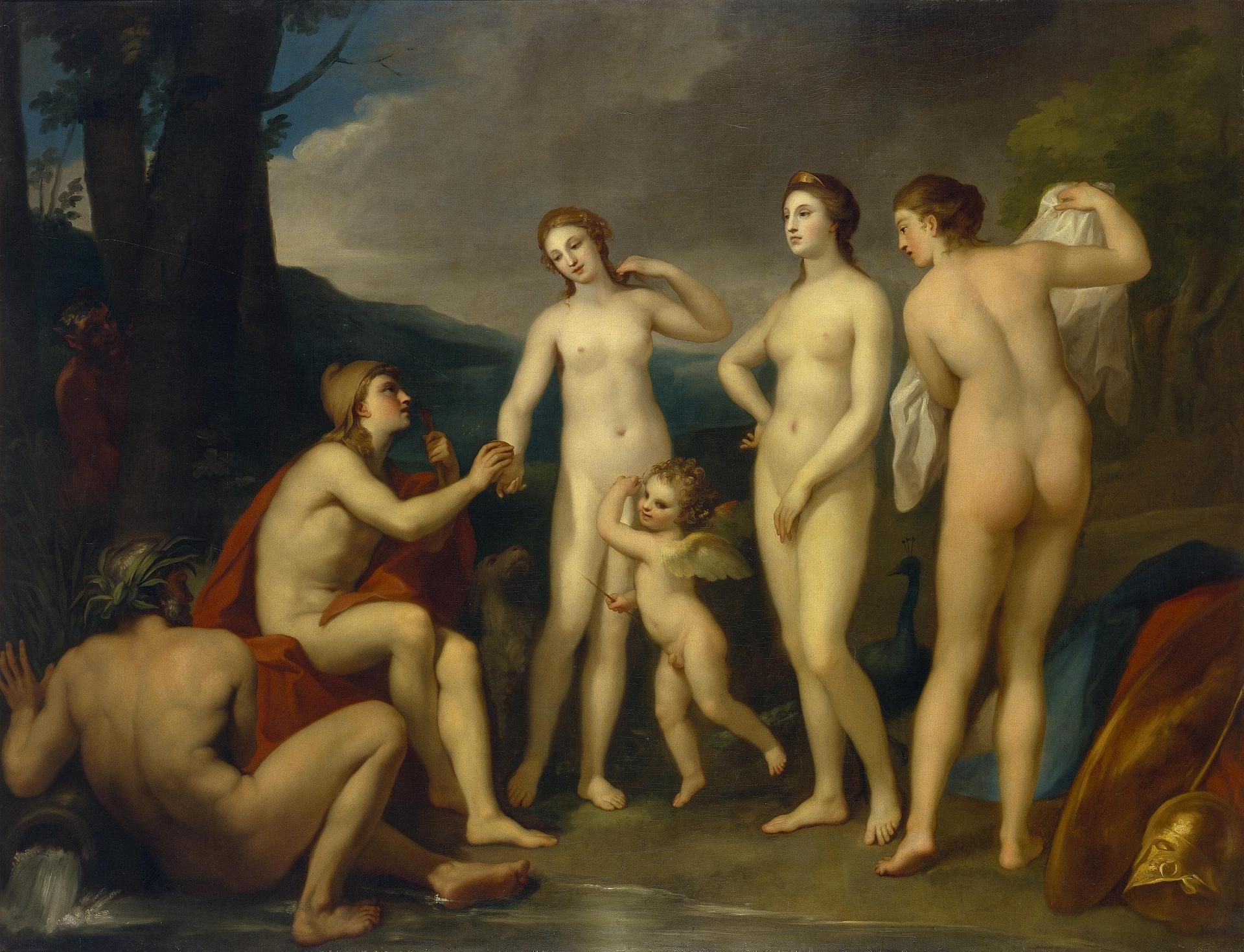
А. Р. Менгс. Суд Париса. 1757. Холст, масло. Государственный Эрмитаж, Санкт-Петербург

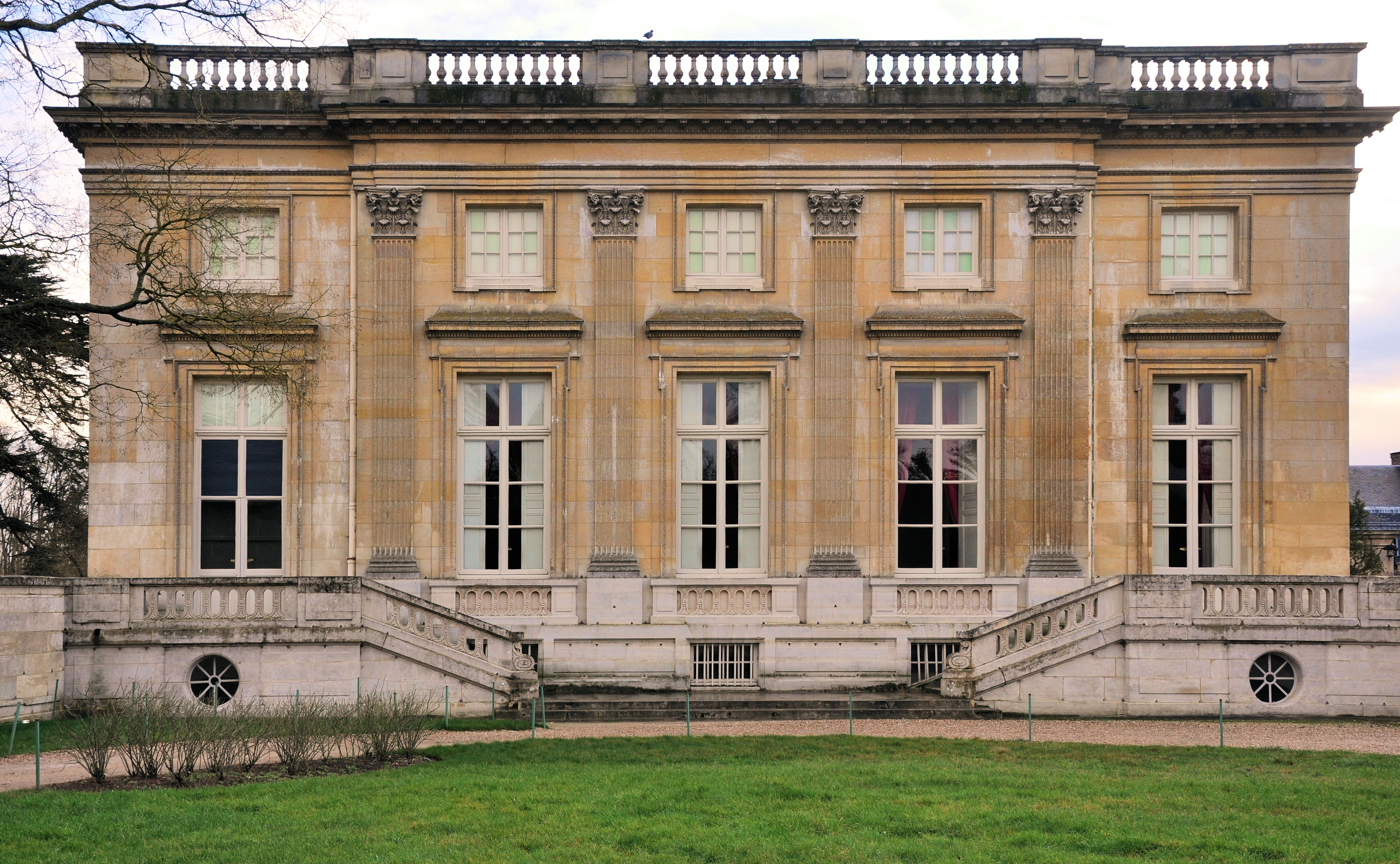
Малый Трианон в Версале. 1762—1768. Архитектор Ж.-А. Габриэль

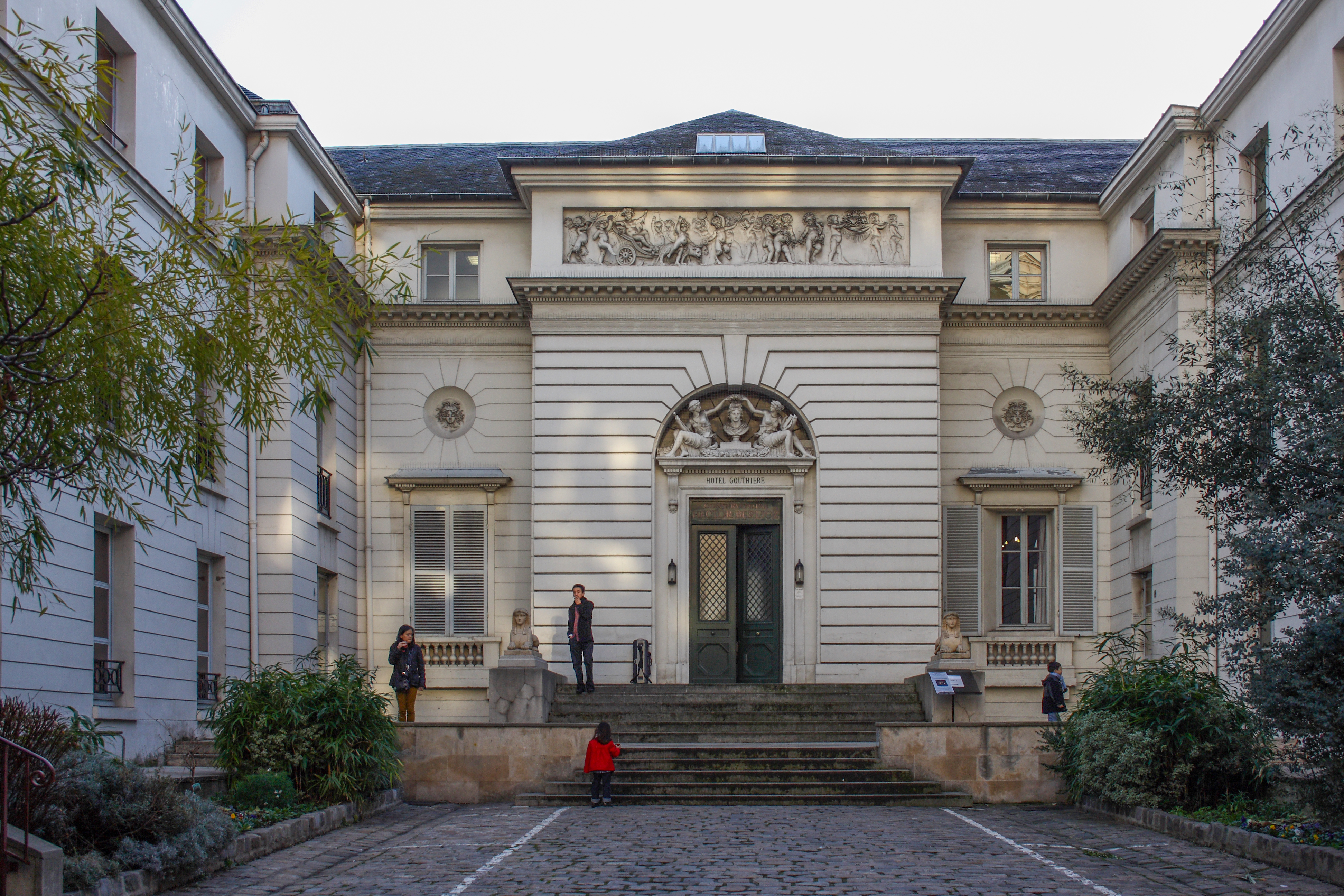
Отель Гутьер. Париж. 1780. Архитектор Ф.-В. Перрар де Монтрёй

В начале XVI в. в Италии, главным образом в Риме, благодаря творчеству Донато Браманте и Рафаэля Санти сложился так называемый римский классицизм. Во Франции во второй половине XVII века, в эпоху Короля-Солнце Людовика XIV сформировался «Большой стиль» (фр. Grand Maniere), или Стиль Людовика XIV (фр. Le style Louis Quatorze), — уникальное соединение элементов классицизма и барокко. Во второй половине XVIII века, после стиля французского Регентства и рококо, наступила «вторая волна классицизма». Если же учитывать нарастание классицистических тенденций в искусстве французского Ренессанса XVI века, то неоклассицизм XVIII века во Франции и Италии следует считать «третьей волной» классицистического движения.
Среди многих источников западноевропейского неоклассицизма выделяют три основных: философия эпохи Просвещения, вторичное открытие античности благодаря раскопкам Геркуланума (с 1738 года) и Помпей (с 1748 года), и эстетика И. И. Винкельмана.
С открытием Геркуланума и Помпей в Италии и путешествиями в Грецию началось увлечение коллекционированием древностей. Скучающие британские аристократы положили начало так называемым «Гран-турам», что способствовало созданию многих выдающихся художественных коллекций, например знаменитых собраний Гэвина Гамильтона и Чарльза Таунли.
В 1755 году Винкельман опубликовал небольшую статью «Мысли по поводу подражания греческим произведениям в живописи и скульптуре» (Gedanken über die Nachahmung der griechischen Werke in der Malerei und Bildhauerkunst). Именно в этой ранней работе содержится превосходное определение сущности античного искусства. Винкельман писал «о благородной простоте и спокойном величии искусства древних», подобного «глубине моря, всегда спокойного, как бы ни бушевала его поверхность» и которое, «несмотря на все страсти, обнаруживает великую уравновешенную душу». И далее уточнял свою главную мысль: «Единственный путь для нас сделаться великими и, если можно, даже неподражаемыми — это подражание древним», но для этого необходимо находить «не только прекраснейшую натуру», но её «идеальную красоту». В сущности, в этих тезисах Винкельман сформулировал основные эстетические принципы искусства европейского неоклассицизма: ориентация на античное искусство («подражание древним») и идеализм (поиск идеального начала художественных образов).
В этих тезисах Винкельман прозорливо обнаружил двойственность основных эстетических принципов искусства европейского классицизма: ориентация на античное искусство («подражание древним») и идеализация (поиск идеального начала художественных образов). Последнее хорошо объясняет высказывание «Классический стиль ради основного жертвует реальным».
Начало теоретического искусствознания отмечено в этот период деятельностью Г. Э. Лессинга. В знаменитом сочинении «Лаокоон, или О границах живописи и поэзии» (1766), полемизируя с Винкельманом по поводу «благородной простоты и спокойного величия искусства древних», Лессинг утверждал эмоциональность и страстность подлинного античного искусства (в отличие от позднейших подражаний), ограничивая, однако, возможности передачи страстей в изобразительном искусстве в сравнении с поэзией.
В философии просветителей, в частности в трудах Р. Декарта, в понимании классицизма доминировала идеология рационализма и рационального постижения красоты. Художественное произведение классицизма должно отличаться ясной и строгой композицией, обнаруживая, тем самым, стройность и логичность самого мироздания. Интерес для художника классицизма представляет только вечное, неизменное — в каждом явлении он стремится распознать существенные, типологические черты, отбрасывая случайное и несовершенное.
Подобная эстетика входила в противоречие с развитием искусствознания, в котором в то время совершался переход от обобщённого представления о красоте в искусстве (по Винкельману) к детальному изучению отдельных памятников древности и, прежде всего, отделению наследия Древней Греции от памятников античного Рима, искусства античной классики от эллинизма, подлинных античных статуй от их повторений мастерами неоаттической школы. Таким образом, в отличие от предшествующих стадий развития классицистических стилей, в искусстве неоклассицизма XVIII века, прежде всего в архитектуре, мастера стали ориентироваться не на обобщённый образ античности, а, благодаря археологическим находкам и более детальному изучению истории искусства, на конкретные памятники, весьма различающиеся между собой.
Это создало основу для возникновения новых классицистических и, одновременно, романтических течений, получивших в разных странах собственные названия: неогреческий стиль, помпейский стиль, прусский эллинизм, мюнхенский классицизм, русский неоклассицизм и другие. В России в обиходе были собственные названия: помпеянский стиль, «неогрек», «в греческом вкусе». Заимствованные из Франции термины «неогрек», или «а ла грек» (фр. à la grecque — «под греков»), использовали в России XVIII—XIX веков, но они не имели точного значения, скорее, обозначал вообще моду на античность.
Таким образом, развитие неоклассического стиля во второй половине XVIII века закономерно подготовило почву для романтического направления в искусстве рубежа XVIII—XIX веков. «Историческое развитие и усложнение форм художественного мышления… привело к сближению понятий „классическое“ и „романтическое“, и как следствие этого — стремление к теоретическому осознанию и программному определению классицизма и романтизма».

## Архитектура
Развитие западноевропейской архитектуры во второй половине XVIII века также характеризуется формированием различных течений, предвещающих полистилизм эпохи историзма. Среди них, связанное с идеологией Просвещения и французской революции, движение мегаломанов: Этьена-Луи Булле, Жака Гондуэна и Клода-Николя Леду.

В Англии того же времени наиболее влиятельным было течение палладианства 
Распространению английского и общеевропейского палладианства способствовало издание К. Кэмпбелла «Британский Витрувий, или Британский архитектор» (Vitruvius Britannicus, or the British Architect..); опубликовано в 3-х томах в 1715—1725 годах (последующие издания: 1767, 1771).
В Париже методом компиляции многих исторических прототипов архитекторы сформировали так называемую «французскую схему»: крестовый план, идеальная симметрия, колонные портики, барабан с «римским куполом» и шпилем на одной вертикальной оси. Такая схема соединяет многие элементы и не имеет прямых прототипов в истории архитектуры. Первым её применил Жюль Ардуэн-Мансар в церкви Дома инвалидов (1693—1706). Её в общих чертах повторил Ж.-Ж. Суфло в церкви Св. Женевьевы (Пантеоне) (1758—1789) и отчасти развил Кристофер Рен в соборе Святого Павла в Лондоне (1675—1708).
На мастеров архитектуры оказывали влияние не только археологические находки в Италии, но и фантастические композиции Дж. Б. Пиранези, живописные и графические ведуты Ш.-Л. Клериссо, знатока римских древностей и «чичероне» для приезжающих в Рим архитекторов разных стран. Открытие античной Греции в 1760-х годах благодаря путешествиям Н. Реветта и Дж. Стюарта.
Оригинальную концепцию создания французской национальной неоклассической архитектуры, совмещающей готическую и классицистическую традиции, выдвинул аббат М.-А. Ложье.
Новые градостроительные идеи рождались в Париже. М.-А. Ложье одним из первых после утопистов эпохи Возрождения выдвинул программу создания города-сада с правильно распланированными кварталами, цветниками и водоёмами. Первым реализованным градостроительным проектом Нового времени стала Площадь Согласия в Париже, создававшаяся в течение длительного времени, в 1757—1779 годах, по проекту Жак-Анжа Габриэля, обобщавшего идеи архитекторов Ж. Бофрана, Ж.-Б. Валлен-Деламота, Ж.-Ж. Суффло и Дж. Сервандони.
Образцом французского неоклассицизма стал Малый Трианон в Версале — компактный симметричный объём с ясными членениями фасадов. Построен по проекту Жак-Анжа Габриэля в 1762—1768 годах. В основу пропорционирования положены простые кратные отношения: 1:2. Здание представляет собой яркий пример рационализма в архитектуре. Длина постройки вдвое больше высоты, высота дверных и оконных проёмов вдвое больше их ширины, высота второго этажа вдвое меньше высоты первого.

## Живопись и графика

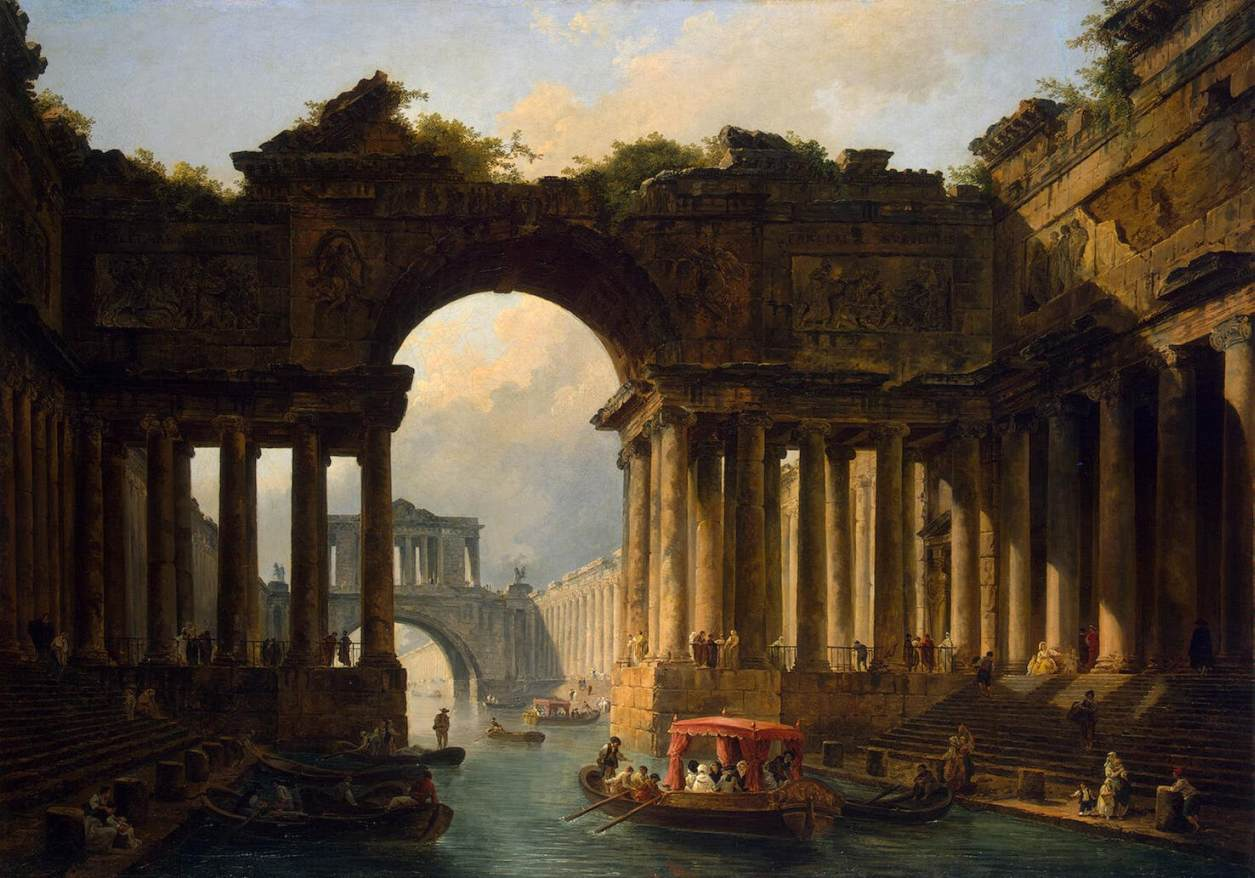
Ю. Робер. Архитектурный пейзаж с каналом. 1783. Государственный Эрмитаж, Санкт-Петербург

Наиболее успешным в кругах любителей искусства и коллекционеров был немецкий живописец Антон Рафаэль Менгс, работавший в Риме. В конце 1755 года Менгс познакомился с И. И. Винкельманом, который вскоре стал самым близким его другом и оказал большое влияние на формирование эстетической концепции и творчества художника. Весной 1756 года Менгс начал работать над росписями виллы Альбани в Риме. Его фреска «Парнас» считается программным произведением западноевропейского неоклассицизма. Очевидно, что она создана под влиянием одноимённого произведения Рафаэля — композиции «Парнас» в Станце делла Сеньятура на третьем этаже Папского дворца в Ватикане. Сам же мастер удостоился от Винкельмана звания «величайшего художника своего времени».
Творчеству Менгса близки рисунки английского художника Джона Флаксмана, который изобрёл «гравюру очерком», пользуясь одной только линией. Такую манеру относили в то время к модному стилю «неогрек». Сам же автор объяснял, что его вдохновляли расписные древнегреческие и италийские вазы.
В рамках неоклассического искусства середины и второй половины XVIII века развивался так называемый «помпейский стиль» (в России его называли «помпеянским» и часто отождествляли со стилем «неогрек»). С 1778 года живописцы Антон фон Марон и Антон Рафаэль Менгс под влиянием моды на «помпейский стиль» создавали графические реконструкции росписей античной виллы Негрони (Виллы Монтальто) в Риме, руины которой обнаружили на Эсквилине в 1777 году. Рисунки переводил в раскрашенные акварелью офорты Анджело Кампанелла. Они стали важной частью неоклассического «помпейского стиля» рубежа XVIII—XIX веков. Мотивы этих росписей использовали в декоративном искусстве, росписи фарфора и при создании «помпейской мебели».
Подобные работы в Риме проводили Джованни Вольпато, Гэвин Гамильтон, Марко Карлони, Джузеппе Марсильи, Анджело Кампанелла, Джузеппе Маццола, Никола Понс. Рисунки и акварели «помпейского стиля», прежде всего копии античных росписей, послужили основой развития орнамента гротеска в западноевропейском и русском искусстве.
В Ашаффенбурге (Бавария) по проекту архитектора Фридриха фон Гертнера был построен «Помпейский дом». В Санкт-Петербурге, в здании Большого Эрмитажа воспроизведены ватиканские Лоджии Рафаэля с росписями и орнаментами «гротеска» (1783—1792). В Потсдаме близ Берлина позднее были сооружены «Римские купальни».
Оригинальным является творчество рисовальщиков и гравёров ведуты, основоположников романизма середины и второй половины XVIII века: Джузеппе Вази и Джованни Баттиста Пиранези, в творчестве последнего художественная археология совмещается с романтическим мироощущением и собственными фантазиями. Это была демонстрация совершенно нового отношения к античному наследию.
В западноевропейской живописи второй половины XVIII века происходило вторичное открытие искусства Н. Пуссена, писавшего столетие назад в Италии идиллические «пейзажи с мифологическими фигурами», и К. Лоррена. В антикизированных пейзажах римской Кампаньи Лоррен изображал античные руины, море, корабли, небо и заходящее солнце, что создавало особенную световую «пульсацию». Это дало повод знатоку живописи А. Н. Бенуа назвать Лоррена «люминистом». Вдохновляясь картинами Пуссена и Лоррена, живописцы XVIII века развивали течение романизма.
Наиболее ярким представителем романизма и романтизма в живописи второй половины XVIII века был французский художник Юбер Робер, ученик итальянского ведутиста Дж. П. Паннини. Робер изображал собственные фантазии на античные темы, свободно совмещая памятники древнеримской архитектуры, на самом деле находящиеся в разных местах, а на фоне их величественных руин писал современные фигуры: обычных крестьян, бродяг, прачек, возчиков, подобно тому, как это делал в своих пейзажах А. Маньяско.
Картины Робера пользовались успехом у российских аристократов и самой императрицы Екатерины II. Так они стали частью екатерининиского классицизма в России. Робер работал по заказам графа А. С. Строганова для картинной галереи Строгановского дворца в Санкт-Петербурге, Н. Б. Юсупова для его коллекции в Архангельском, М. С. Воронцова для его дворца в Алупке, в Крыму.
Романтические пейзажи писал К. Ж. Верне. Переход от эстетики рококо к неоклассицизму характеризует искусство Ж.-О. Фрагонара. Академическое течение представляли модные салонные живописцы А. Кауфман, П. Батони, Ж.-Б. Грёз.
Жанр натюрморта, считавшийся «низким» в академическом искусстве предыдущей эпохи, представляли А.-Ф. Депорт и Ж.-Б. С. Шарден.
Особое место занимает творчество живописца Ж. Л. Давида, совершившего долгую и сложную эволюцию от неоклассицизма эпохи Французской революции и воспевания идеалов республиканского Рима, к стилю Империи Наполеона Бонапарта. Ж. О. Д. Энгр, творчество которого относится к следующему периоду неоклассицизма XIX века, также эволюционировал от академизма к романтизму и, в отдельных работах, проявлениям ориентализма.

## Скульптура

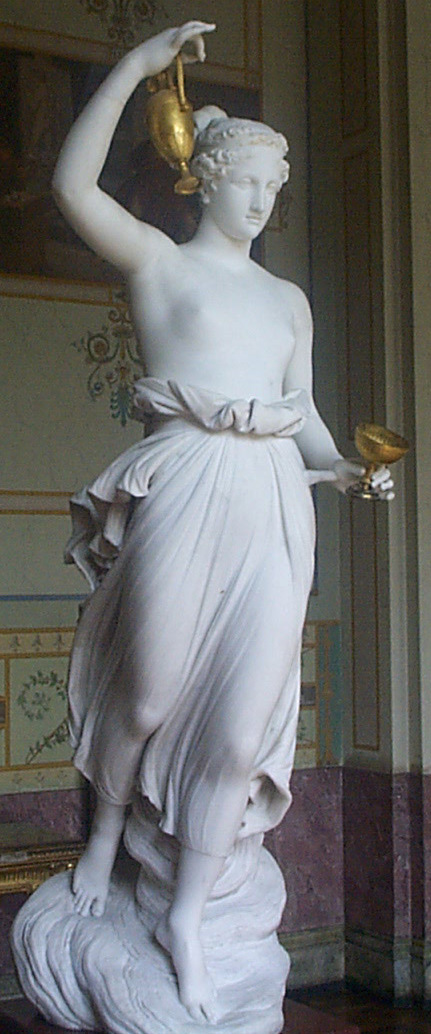
А. Канова. Геба. Ок. 1804. Мрамор. Государственный Эрмитаж, Санкт-Петербург

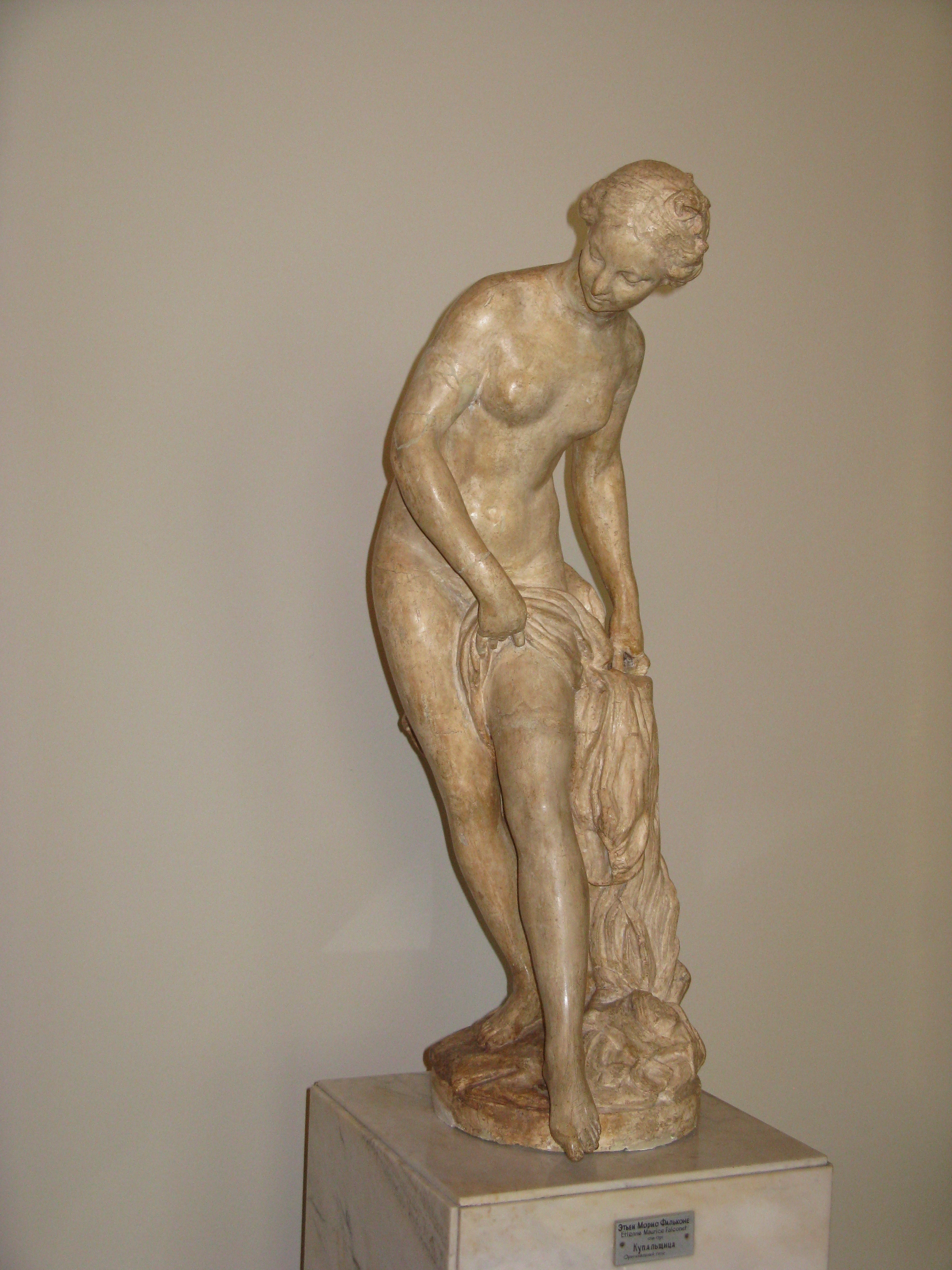
Э. М. Фальконе. Купальщица. 1758. Мрамор. Государственный Эрмитаж, Санкт-Петербург

В период неоклассицизма, наряду с демократическими, просветительскими тенденциями, парадоксально сохранялись академические каноны. Яркими представителями академического классицизма в скульптуре этого времени были Антонио Канова и Бертель Торвальдсен.
Среди скульпторов французского неоклассицизма выделяются Этьен Морис Фальконе, автор прославленного «Медного всадника» в Санкт-Петербурге (1766—1782), скульптуры «Зима» (1771), очаровательных камерных статуэток из бисквита (неглазурованного фарфора).
Скульптор Жан-Антуан Гудон вошёл в историю искусства не только психологическими портретами, включая знаменитый портрет Вольтера в кресле (1778), но и «экорше» ((1766—1767)) — анатомической фигурой, служившей незаменимым учебным пособием для многих поколений художников в учебных заведениях разных стран. Экорше Гудона популярно до такой степени, что фигуру до настоящего времени именуют «гудоном».
Французский скульптор Клод Мишель, или Клодион, представляет камерное направление скульптуры неоклассицизма. Помимо портретов Клодион изготавливал модели статуэток из бисквита для Севрской фарфоровой мануфактуры, рисунки плакеток, ваз и канделябров. Он работал в мраморе, бронзе и терракоте. За мягкий и изящный стиль Клодиона прозвали «Фрагонаром скульптуры».

## Декоративно-прикладное искусство
Оригинальный неоклассический стиль в искусстве керамики: фаянса и глино-каменных масс, создал выдающийся английский технолог и предприниматель Джозайя Веджвуд. На фабрике «Этрурия» в подражание античным расписным вазам Веджвуд выпускал собственные изделия согласно эстетике стиля «неогрек».
Среди ювелиров, «бронзовщиков» (скульпторов-модельеров, литейщиков и чеканщиков) наиболее известны Жан-Клод Дюплесси, Пьер-Огюст Форестье, Андре-Антуан Раврио, Пьер-Филипп Томир, Пьер Гутьер.
Мебель Жоржа Жакоба была столь популярна, что во многих странах, в том числе в России, слово «жакоб» стало означать то же, что «неоклассический стиль», хотя в мастерской мастера в течение многих лет работали самые разные мастера и члены его большой семьи.
В искусстве мебели, помимо Жоржа Жакоба Старшего, доминировали немецкие мастера, работавшие для многих королевских дворов Европы: Парижа, Лондона, Вены, Берлина, Санкт-Петербурга: Жан-Анри Ризенер, Вильгельм Бенеман и Давид Рёнтген. Жан-Франсуа Эбен и Жан-Анри Ризенер — авторы знаменитого «цилиндрического бюро Людовика XV» (Bureau du Roi), начатого в 1760 году по рисунку Жан-Клода Дюплесси и законченное Ризенером в 1769 году. Бюро с цилиндрической крышкой украшено маркетри, вызолоченными бронзовыми деталями и плакетками севрского фарфора. До настоящего времени оно экспонируется во «Внутреннем кабинете короля» в Версале.
Давиду Рёнтгену удалось эффектно сочетать традиции английского, голландского и французского мебельного искусства и точно угадать веяния нового в то время неоклассического стиля. Для мебели Рёнтгена характерно небольшое количество бронзовых деталей, использование дорогих пород дерева: красного, туевого, грушевого. Но главная отличительная — изящный рисунок маркетри. Среди рисовальщиков и гравёров-орнаменталистов, сотрудничавших с архитекторами и мастерами оформления интерьеров, выделялись Роберт Адам, Ж.-Ш. Делафосс, Иоганн Мельхиор Камбли.
Весной 1784 года по рекомендации Ф. М. Гримма Давид Рёнтген привёз в Санкт-Петербург партию мебели. Уникальное «Большое бюро с Аполлоном» (1783) вызвало восхищение императрицы Екатерины II и вошло в её коллекцию. Бюро благородных форм отделано красным деревом и декорировано золочёной бронзой, его «раскрытие» с помощью механического устройства представляет собой удивительный процесс. Поставки «рёнтгеновской мебели» для русского двора с 1784 по 1790 год были значительны: такая мебель как нельзя более подходила для интерьеров Большого (Старого) Эрмитажа, возведённого к 1784 году архитектором Ю. М. Фельтеном. Ныне она экспонируется в Белом зале Государственного Эрмитажа.

В 1790 году Рёнтген приезжал в Санкт-Петербург вместе со своим учеником Генрихом Гамбсом, который остался в России и дальнейшее развитие русского мебельного искусства в значительной мере связано с его именем.

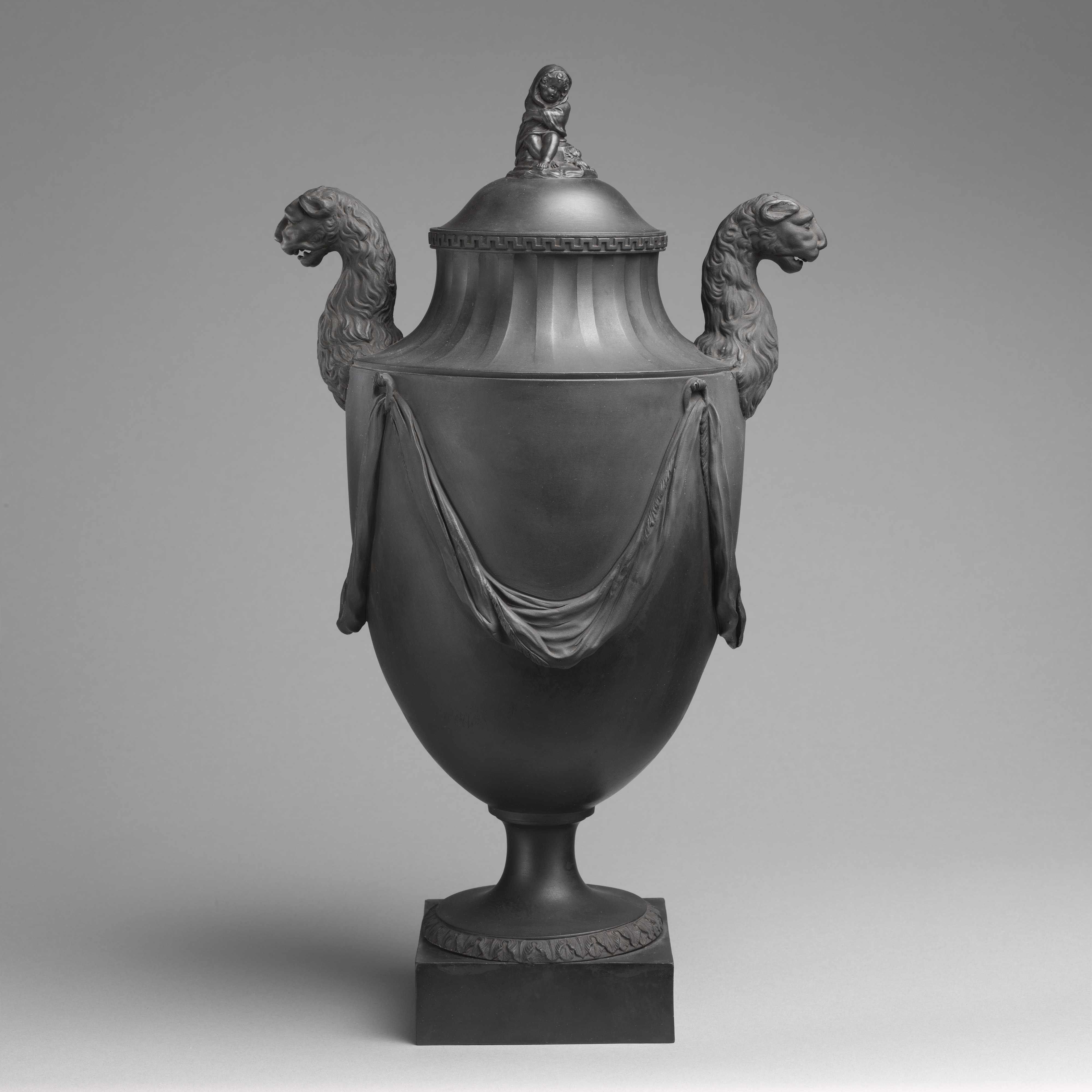
Ваза. Ок. 1770. Фабрика «Этрурия». Чёрная «базальтовая» масса
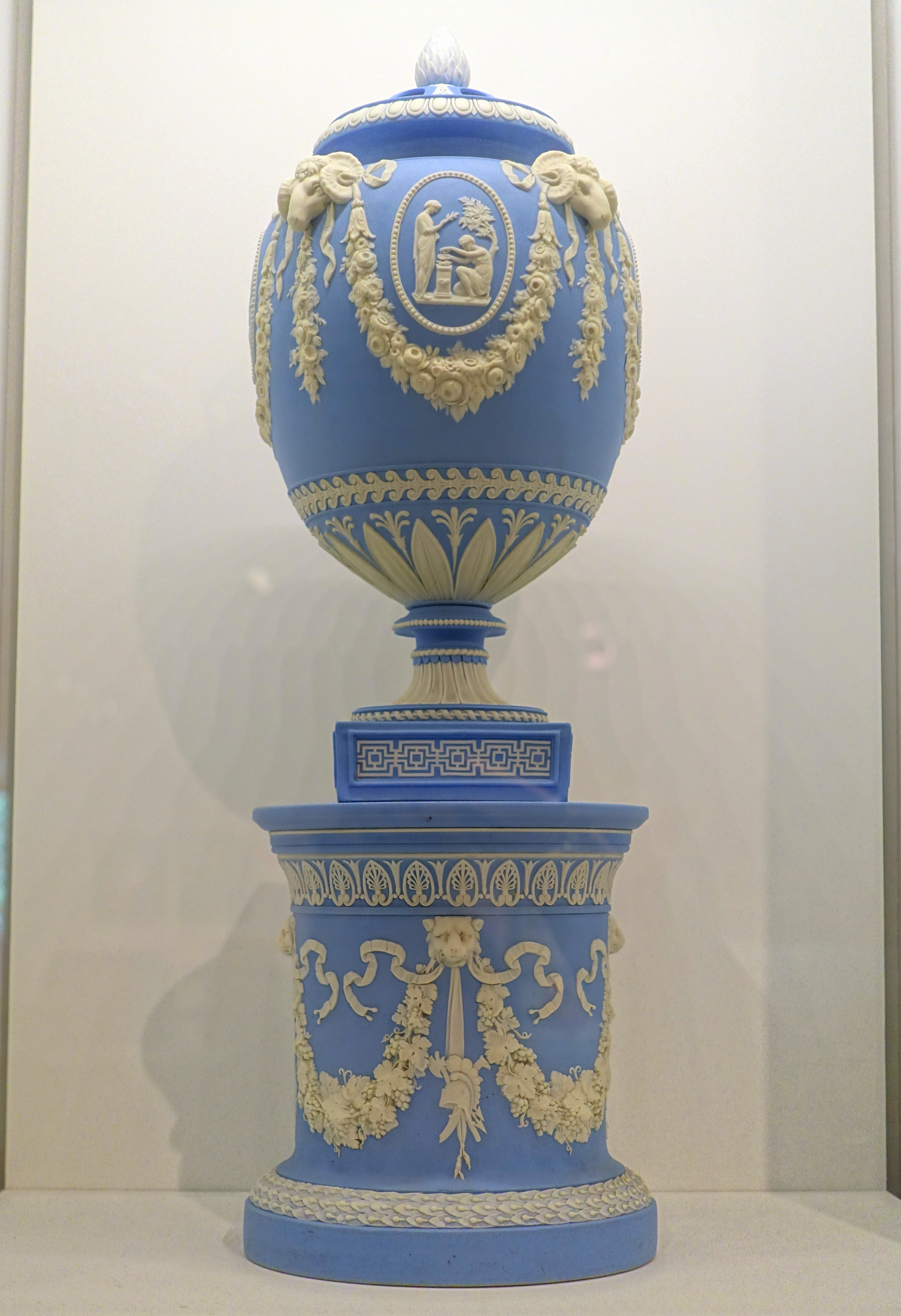
Ароматница. Фабрика «Этрурия». Ок. 1825—1860
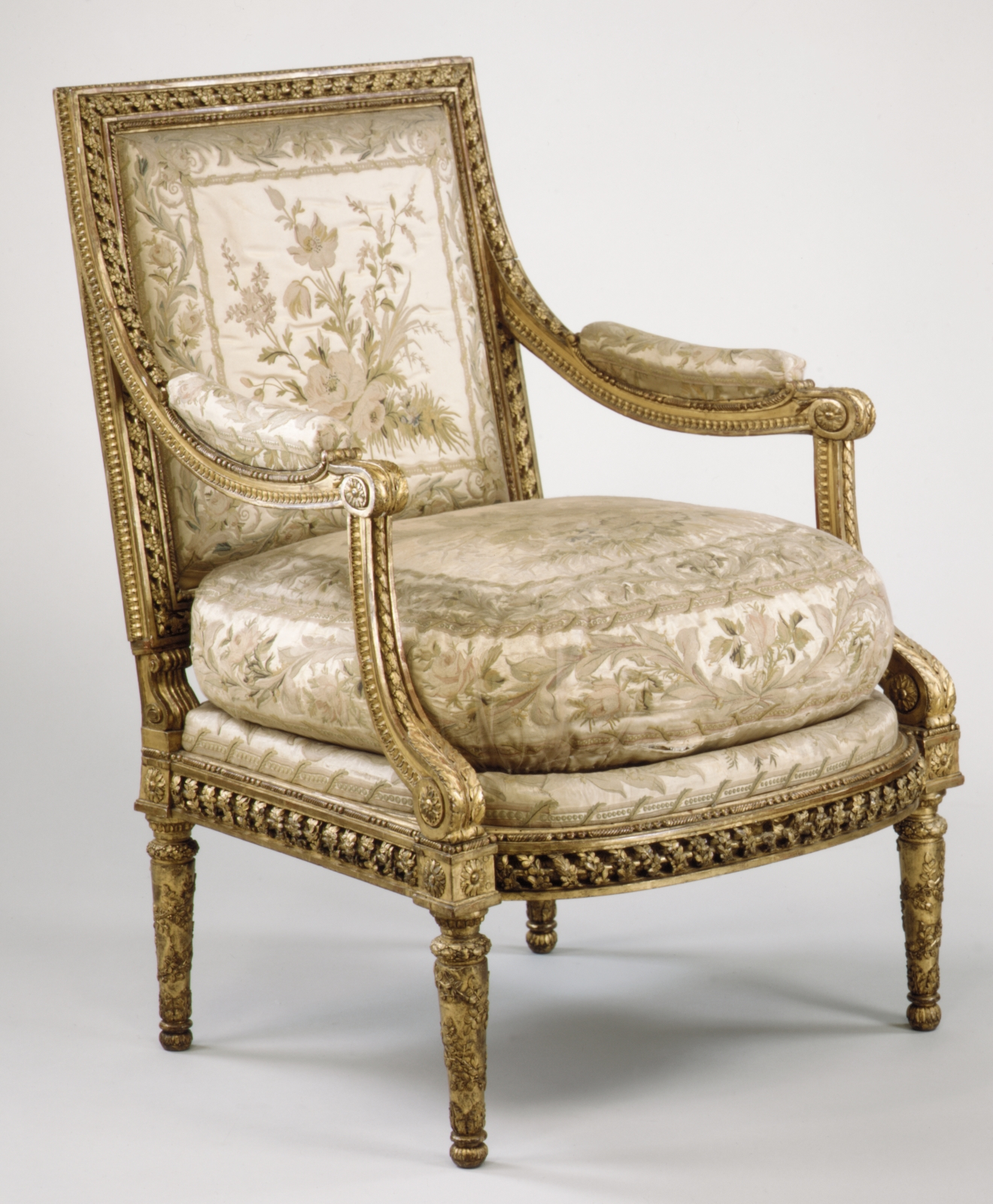
«Кресло королевы». Ок. 1780. Мастерская Ж. Жакоба, Париж
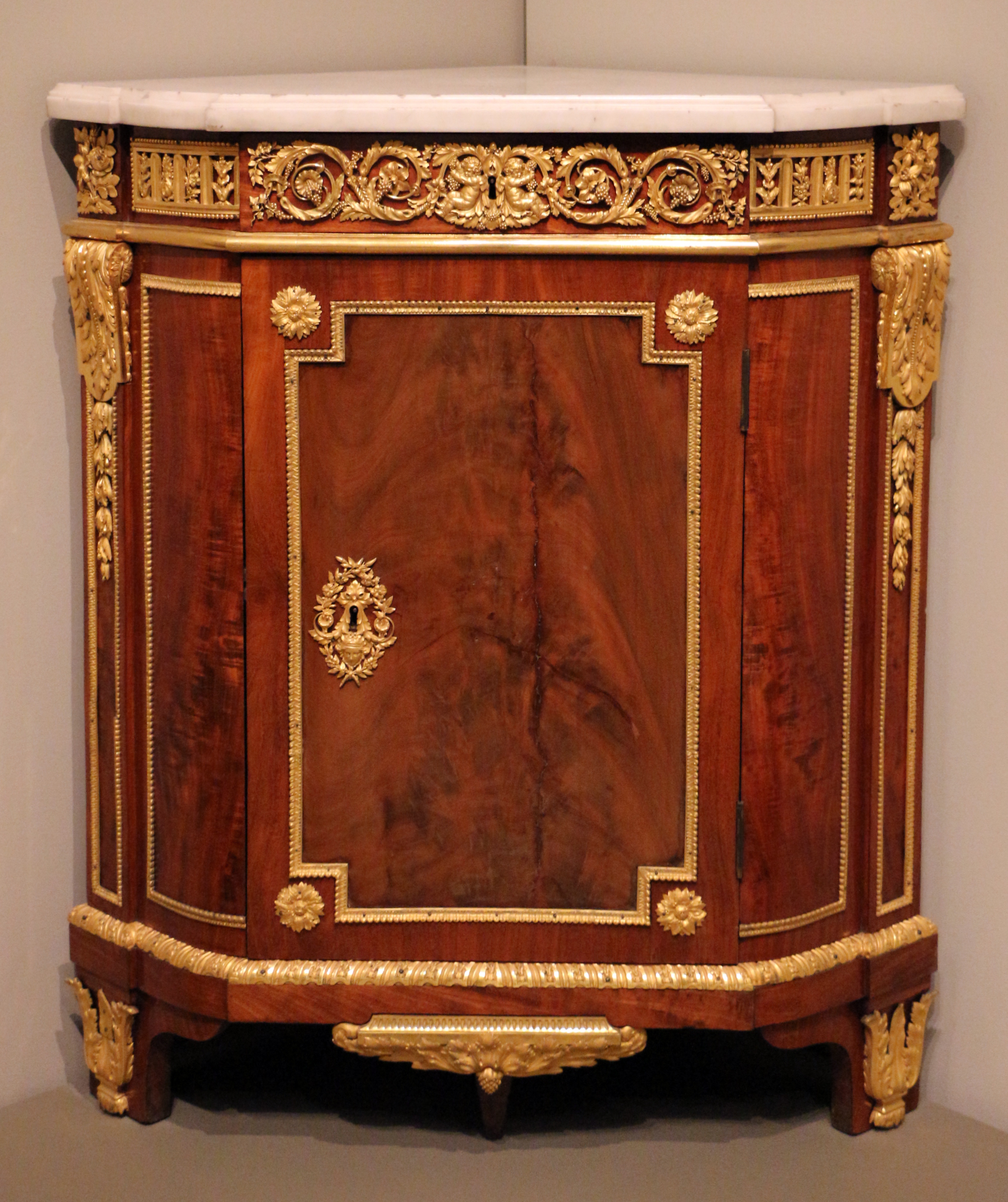
Ангольера. 1785. Мастерская Ж.-А. Ризенера
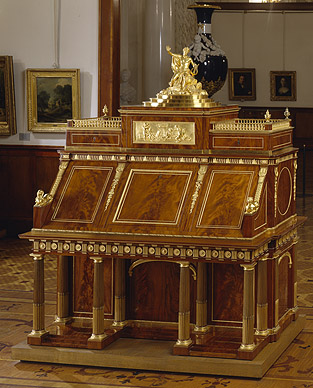
Бюро с фигурой Аполлона. 1783. Мастерская Д. Рёнтгена. Государственный Эрмитаж, Санкт-Петербург